# Euscelidia pipinna
Euscelidia pipinna är en tvåvingeart som beskrevs av Dikow 2003. Euscelidia pipinna ingår i släktet Euscelidia och familjen rovflugor.
Artens utbredningsområde är Botswana. Inga underarter finns listade i Catalogue of Life.